# Liste de compositions de Leleiohoku II
 (mai 2020).
La mise en forme du texte ne suit pas les recommandations de Wikipédia : il faut le « wikifier ».
Les points d'amélioration suivants sont les cas les plus fréquents. Le détail des points à revoir est peut-être précisé sur la page de discussion.
- Les titres sont pré-formatés par le logiciel. Ils ne sont ni en capitales, ni en gras.
- Le texte ne doit pas être écrit en capitales (les noms de famille non plus), ni en gras, ni en italique, ni en « petit »…
- Le gras n'est utilisé que pour surligner le titre de l'article dans l'introduction, une seule fois.
- L'italique est rarement utilisé : mots en langue étrangère, titres d'œuvres, noms de bateaux, etc.
- Les citations ne sont pas en italique mais en corps de texte normal. Elles sont entourées par des guillemets français : « et ».
- Les listes à puces sont à éviter, des paragraphes rédigés étant largement préférés. Les tableaux sont à réserver à la présentation de données structurées (résultats, etc.).
- Les appels de note de bas de page (petits chiffres en exposant, introduits par l'outil «  Source ») sont à placer entre la fin de phrase et le point final[comme ça].
- Les liens internes (vers d'autres articles de Wikipédia) sont à choisir avec parcimonie. Créez des liens vers des articles approfondissant le sujet. Les termes génériques sans rapport avec le sujet sont à éviter, ainsi que les répétitions de liens vers un même terme.
- Les liens externes sont à placer uniquement dans une section « Liens externes », à la fin de l'article. Ces liens sont à choisir avec parcimonie suivant les règles définies. Si un lien sert de source à l'article, son insertion dans le texte est à faire par les notes de bas de page.
- La présentation des références doit suivre les conventions bibliographiques. Il est recommandé d'utiliser les modèles {{Ouvrage}}, {{Chapitre}}, {{Article}}, {{Lien web}} et/ou {{Bibliographie}}. Le mode d'édition visuel peut mettre en forme automatiquement les références.
- Insérer une infobox (cadre d'informations à droite) n'est pas obligatoire pour parachever la mise en page.

Pour une aide détaillée, merci de consulter Aide:Wikification.
Si vous pensez que ces points ont été résolus, vous pouvez retirer ce bandeau et améliorer la mise en forme d'un autre article.
Le Prince William Pitt Leleiohoku II (1854–1877), était un poète et compositeur de nombreux mele hawaïens (chansons traditionnelles), principalement des chansons d'amour. Il était le plus jeune des Na Lani ʻEhā ("Les Quatre Royaux"), qui comprenait ses sœurs, la reine Liliʻuokalani (1838–1917) et la princesse Miriam Likelike (1851–1887), son frère le roi David Kalākaua (1836–1891) et lui-même. Ils sont crédités du renouveau musical apprécié par les Hawaïens au cours de la dernière moitié du XIXe siècle. Beaucoup de ses compositions ont adapté des airs folkloriques de marchands en visite, de marins et de colons étrangers.
Liliʻuokalani a déclaré que Leleiohoku avait un talent pour la composition "vraiment en avance" sur elle-même et Likelike. Il a fondé le Kawaihau Singing Club et bientôt lui et ses collègues ont remporté la plupart des compétitions du Royal Song Club. Beaucoup ont affirmé qu'il avait l'une des meilleures voix masculines parmi les Hawaïens natifs de l'île

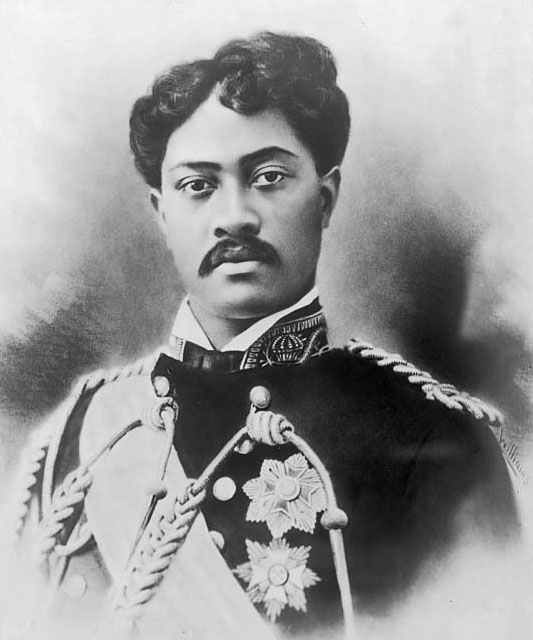
Prince Leleiohoku II

## Kāua I Ka Huahuaʻi
Kāua I Ka Huahuaʻi, traduit par "Nous deux dans la brume", est considérée comme l'une des plus grandes compositions de Leleiohoku. La chanson remonte aux années 1860 écrites lorsque le Prince avait 10-14 ans. La chanson est devenue populaire vers 1930, lorsque Johnny Noble, chef d'orchestre à l'hôtel Moana sur la plage de Waikiki, l'a transformée en un très jazzy: "Tahuwahuwai", mieux connu sous le nom de The Hawaiian War Chant. Malgré le nom anglais, cette chanson n'a jamais été un chant de guerre. À la différence de l'immortel Aloha 'Oe de sa sœur Liliʻuokalani, les paroles originales de cette chanson d'amour ne sont plus populaires mais la mélodie de la chanson est connue comme "The Hawaiian War Chant". Les paroles hawaïennes décrivent une rencontre clandestine entre deux amants.

### Paroles (version originale et traduction)
| Kāua i ka huahuaʻi E ʻuhene lā i pili koʻolua Pukukuʻi lua i ke koʻekoʻe Hanu lipo o ka palai Hui: Auē ka huaʻi lā ʻAuhea wale ana ʻoe E kaʻu mea e liʻa nei Mai hōʻapaʻapa mai ʻoe O loaʻa pono kāua I aloha wau iā ʻoe I kāu hanahana pono Laʻi aʻe ke kaunu me ia la Hōʻapaʻapai ka manaʻo | Toi et moi dans la brume Une telle joie, nous deux Nous embrassant étroitement Respirant profondément dans les fougères Palapalai Chœurs: Oh, une telle brume Écoute Mon désir Ne t'attarde pas De peur que nous soyons trouvés Je t'ai aimé Ta douce chaleur A calmé ma passion Et empêché ma pensée |

,-

## Nu`a O Ka Palai
Cette chanson se trouve dans la collection Aloha de Hopkin. La traduction anglaise a été réalisée par Mary Pukui.

### Paroles (version originale et traduction)
| Kau ano mai ana iaʻu la Na kulu paka ua ʻeloʻelo la Elo ʻoe ʻelo au i ke anu la Pulupē pau i ka anu Hui: Aia i ka nuʻa ka palai la Ka wewehi wai olu a loko la Haliʻaliʻa mai ana la Iaʻu puʻuwai ka palili Kao Hanalei i ke anu la Hānupanupa i ke koʻekoʻe la Koʻekoʻe au iā ʻoe la E ka pua kuʻu pua i ka ʻia | Les souvenirs me reviennent D'une pluie torrentielle Tu étais trempé, j'étais trempé Faite froide, bien trempée et très froide Refrain: Là parmi les fougères en pleine croissance Nous avons trouvé une douce montée d'amour à l'intérieur Venant petit à petit Dans mon cœur flottant Hanalei était glacée avec le froid Un rhume qui ne cessait de grandir J'ai été refroidi par toi O fleur, ma fleur si haute |

## Ke Kaʻupu
Ke Kaʻupu traduit par " albatross ", composé par Lele-io-Hoku, sur un oiseau de mer, communément appelé albatros; mais comment une chanson d'amour pourrait-elle honorer un albatros ? Cette chanson comporte deux airs, le plus récent date de la fin des années 1930.

### Paroles (version originale et traduction)
| Iā māua i ho‘ola‘i iho ai Kaha ‘ana ke ka‘upu i ka la‘i I laila ke aloha ha‘anipo Ha‘alipo i ka poli pumehana Kuhi au ua like me ia nei Ka lalawe ninihi launa ‘ole ‘Akahi a ‘ike i ka noe Ua loha i ka wai ho‘olana ‘O ka hana nipo kau ‘ē ke ānu Ua maewa poniponi i ka nōe Poahiahi wale ka ‘ikēna Ke koni iho koni aku koni a‘ela Hui: Inā pēlā mai kāu hana Pākela ‘oi aku ka pipi‘i Kāu hana ‘olu no‘eau Kohu like me Wai‘ale‘ale | Pendant que nous sommes en paix Envole paisiblement l'albatros Et un amoureux fait l'amour Fait l'amour avec un cœur chaleureux Je pensais que c'était tellement Prise de contrôle tranquille, inégalée Jamais auparavant pour voir une telle brume Tombant sur une eau calme Pour courtiser dans la fraîcheur Se balancer dans la brume violette Et vue brumeuse Pour palpiter ici, palpiter là, palpiter Chœur: Voilà donc votre chemin Supérieur mais bouillonnant Doux actes intelligents Comme Wai`ale`ale |

## Wahine Hele La
Wahine Hele La, ou Wahine Hele La ʻO Kaiona, est un nom de chanson composée par Leleiohoku pour la princesse Bernice Pauahi. Il a été écrit après sa visite en Amérique accompagnée de son mari, Charles Reed Bishop, qui est appelé Hiʻilei. Poipu est la pluie à Kahalu'u, Oahu et Kahoʻiwai est dans la vallée de Mānoa. Les traductions en anglais sont de Kini Sullivan.

### Paroles (version originale et traduction)
| Honi ana i ke anu i ka mea huʻihuʻi Huʻi hewa i ka ʻili i ka ua Pôʻaihala Lei ana i ka mokihana i ka wewehi o Kaiona Lîhau pue i ke anu hau`oki o Kaleponi Hui: E ô ka wahine hele lā o Kaiona Alualu wai liʻulā o ke kaha puaʻohai O ka ua lanipô lua pô anu o ke Koʻolau Kuʻu hoa o ka malu kî malu kukui o Kahoʻiwai Hia`ai ka welina ka neneʻe a ka ʻôhelo papa Puapua i ka noe mohala i ke anu Noho nô me ka ʻanoi ka manaʻo ia loko O loko hana nui, pauʻole i ke ana ʻia A ka wailele o Niakala ʻike i ka wai ânuenue I ka pôʻaiʻai a ka ʻehu haliʻi paʻa i laila Pue ana i ka ʻehu wai, pupu`u i ke koʻekoʻe Eia iho ka mehana o ka poli o Hiʻilei | Sentir un parfum dans l'air frais Chilled est la peau sous la pluie Pôʻaihala Porter un mokihana lei, la parure de Kaiona Frissonnant dans le froid, le froid glacial de la Californie Chœur: Répondez, dame au soleil de Kaiona Après le mirage où fleurissent les singes Sous la pluie torrentielle et froide de Koʻolau Mon compagnon dans le bosquet ti et kukui de Kahoʻiwai Plaisir de la beauté des fraises rampantes Caché dans le brouillard qui se propage dans le froid Rester avec délice dans les pensées Si profondément à l'intérieur, c'est incommensurable Aux chutes du Niagara, elle a vu de l'eau aux couleurs de l'arc-en-ciel Entouré par la brume qui le recouvre Frissonnant dans la mousse, accroupi dans le froid Voici la chaleur dans le sein de Hiʻilei |

## Adios Ke Aloha
Adios Ke Aloha, traduit par "Au revoir mon amour" a été composé par le Prince dans les années 1870. L'emploi de l'expression espagnole adios montre l'influence de Leleiohoku par la musique des cow-boys ou vaqueros mexicains. Le capitaine George Vancouver a présenté un cadeau de bétail à longues cornes au roi Kamehameha I, dans la baie de Kealakekua, en 1793. Une protection de 10 ans a été placée sur le bétail pour lui permettre de se multiplier et d'assurer à l'île un approvisionnement alimentaire constant. Le bétail sauvage est devenu une menace et, en 1832, Kamehameha III a invité 3 des meilleurs cow-boys du Mexique à enseigner les paniolos (comme les cowboys sont devenus connus) l'art du cordage. Les traductions en anglais sont de Mary Pukui. Comme la composition de sa sœur, Aloha Oe, c'est une chanson d'adieu à un amoureux.

### Paroles (version originale et traduction)
| E kuʻu belle o ka pô laʻi laʻi Ka lawe mâlie a ka mahina Kô aniani mai nei e ke ahe ʻÂhea ʻoe hoʻolono mai Hui: ʻÂhea ʻoe, ʻâhea ʻoe ʻOe hoʻolono mai I nei leo nahenahe Adios, adios ke aloha E ka hauʻoli ʻiniki puʻu wai E ke aloha e maliu mai ʻoe Ke hoʻolale mai nei e ke Kiu Ua anu ka wao i ka ua Hoʻokahi kiss Dew drops he maʻû ia E ka belle o ka noe lîhau Eia au lā e ke aloha Ke huli hoʻi nei me ka noe | Ma belle de la nuit claire Quand la lune brille dans sa tranquillité Et une douce brise joue Oh, quand m'écouterez-vous Chœur: Quand, quand Voulez-vous écouter? A ce doux plaidoyer? Au revoir, au revoir bien-aimé Ô bonheur qui saisit le cœur Ô bien-aimé écoute-moi La brise Kiu apporte un message Que la forêt soit refroidie par la pluie Un baiser Aussi cool qu'une goutte de rosée, fera l'affaire Ô belle de la brume glacée Me voici, ton amant Retourner les mains vides |

## Moani Ke ʻAla
Moani Ke ʻAla a peut-être été écrit pour un amant et une réunion dans la vallée de Mānoa. La traductions en anglais est faite par Kini Sullivan et Mary Pukui. Dans Moani Ke ʻAla, il compare poétiquement un amant désirable mais insaisissable au célèbre vent Puʻulena de Kona.

### Paroles (version originale et traduction)
| ʻAuhea ʻo moani ke ʻala Hoapili o mi nei A he aha kau hana e pāweo nei E ka makani Puʻulena Hui: Kuhi au a he pono kāia Au e hoʻapaʻapa mai nei E wiki mai ʻoe i pono kāua I ʻolu hoʻi au e ke hoa Hoʻohihi aku au e ʻike lā I ka wai māpunapuna Ua Tuahine piʻo ānuenue ʻO ia uka ʻiuʻiu Eia hoʻi au ua wehi Ua liʻa ke onaona Ia wai ʻona a ka lehua Wai mûkîkî a ka manu | Où es-tu mon parfum porté par le vent Mon cher, mon plus proche compagnon Pourquoi m'évites-tu Ô brise Puʻulena Chœur: Je pensais que tout allait bien entre nous Pourquoi me faites-vous attendre? Dépêchez-vous que tout va bien pour nous Et je serai content mon cher compagnon J'ai hâte de voir Le printemps bouillonnant La pluie de Tuahine, l'arc-en-ciel Dans ce haut plateau lointain Me voici tous parés Enchanté par le parfum Et le doux miel de lehua Miel siroté par les oiseaux |

## Autres
- Nani Wale Lihue[14] ou Nani Wali Lihu’e[15]
- Aloha No Wau I Ko Maka[14],[15]
- He Inoa No Kaʻiulani (une chanson différente venant de la première du même nom de Liliʻuokalani)[15]
- Nani Waipiʻo[15]
- Hole Waimea (co-écrite avec son singing club)[15]